# 壁

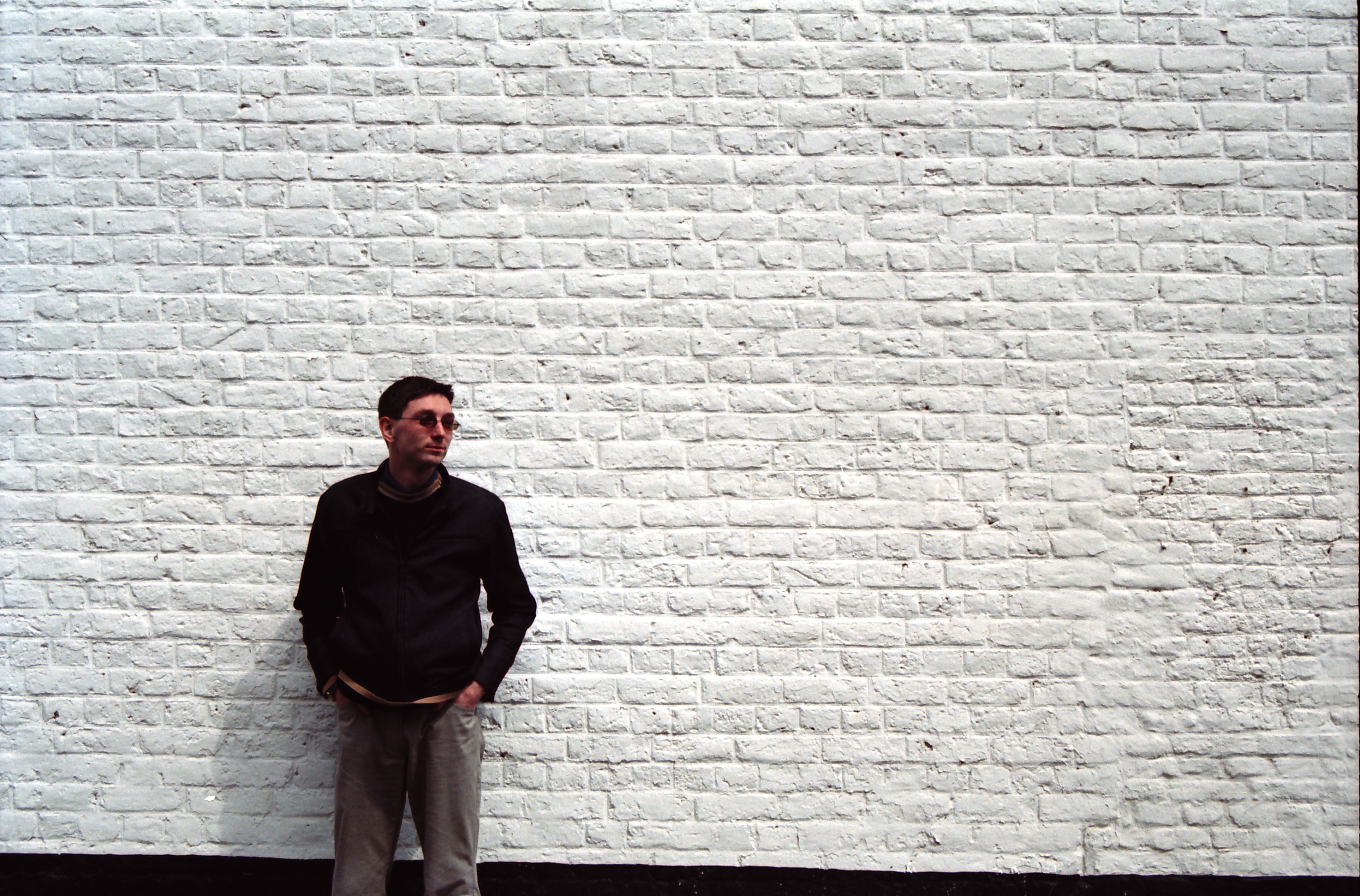
白い壁と、その前に立つ人

部屋の内壁

壁（かべ、英: wall）とは、建物において床と屋根または天井を除く四方を囲うもの、または部屋と部屋の隔てとなるもの、建物の仕切りとなる平板状の部分。広義には屋外で領域を区切るための「塀」も含む。

## 概説
室内と外界との境にある壁を外壁（がいへき）と言う。建物の中の各室あるいは部屋と廊下などの間を仕切る壁は内壁（ないへき）や間仕切り壁（まじきりかべ）と呼ばれている。
日本語の「壁」は狭義には建造物を構成する外壁や内部を間仕切る内壁のみを指すが、広義には屋外で領域を区切るための「塀」と同義で使われることも多い。塀とほぼ同じ意味の「垣」は近年では「石垣」や「生け垣」など、もっぱら限定された意味で用いられる。区画を仕切る物としては、他に「柵」があるが、これは木製（近年は金属製なども）の柱を複数本立て、貫（ぬき）を通して往来を遮断する物をいう。ただし、最近は有刺鉄線を使った物などものなども柵というが、基本的にはお互いがすき間から確認できるような物に対して使われ、表面が塗り固められている物には「壁」や「塀」を用いるのが一般的である。古語では家屋の内外壁を「かへ（処重）」、屋外を仕切る物は一般に「き（柵、垣、城）」と呼ばれたようであり、塀（ヘイ）や柵（サク）の語は大陸伝来の漢語である。
侵食で硬い地盤のみが残存するなどの理由で、天然のほぼ垂直な岩壁が出来ることもある。天然の壁はしばしば滝を伴う。
機能
壁には建物を支える構造体となっているものと、そうでないものがある。前者は「耐力壁（bearing wall. ベアリングウォール）」、後者は「帳壁」「非耐力壁」（curtain wall. カーテンウォール）と呼ばれる。

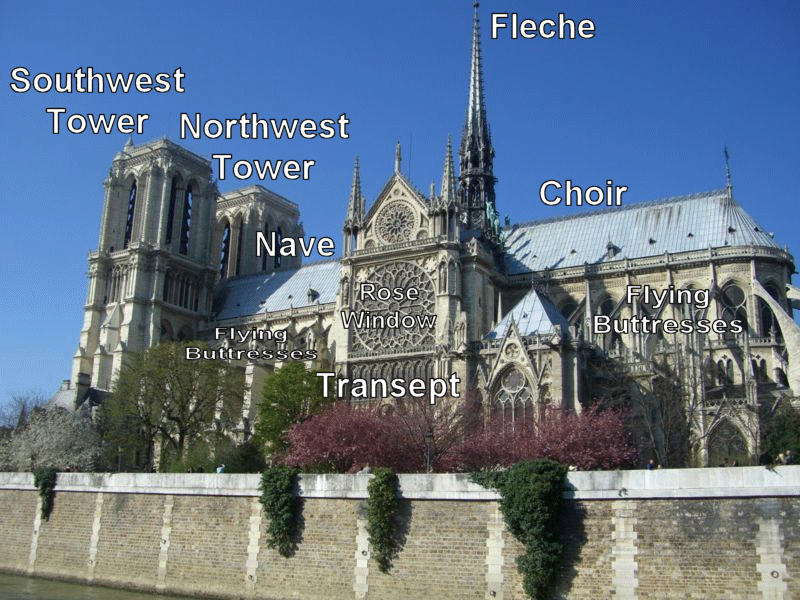
パリのノートルダム大聖堂。壁が屋根を支えている。この大聖堂では、壁をさらに外側から支える飛び梁がある。

欧米の建築では、伝統的に、外壁が石壁・レンガ壁などでできていて、壁が建築物の基本の構造体となっており、壁が屋根を支えている。つまり、西欧の伝統的な建築物の壁は「耐力壁（bearing wall ベアリングウォール）」である。しかし、鉄骨造建築の出現以降は、欧米においても非耐力壁構造が増えており、特に高層建築物に多く用いられている。
日本の木造住宅（民家）では、柱や梁が建物の基本構造体になっており、壁というのは柱の間にはめこまれているだけで、屋根を支えているわけではない。日本建築では、非耐力壁が多く使われてきたわけである。
洋風の住宅などで、柱を内装・外装で包み、柱を見せない様式を「大壁造」（おおかべづくり）と言う。
木造の家で、柱と柱の間に壁をはめこんで柱が外部から見える様式を「真壁造」（しんかべづくり）と言う。
外壁の機能・役目には、室内を外界から守る、ということがあり、断熱性・遮音性・水密性・気密性・防火性・耐衝撃性・耐候性などが求められる。内壁のほうの機能・役割としては、遮音性・防水性・防汚性に加えて、視覚的に美しいこと、触れた感触も良いことなど、感覚的な性質も大切である。
さまざまな機能を持った壁があり、遮音性を特に高めた「防音壁」、音の反響を防ぐ「吸音壁」、火事の際に延焼を防ぐ「防火壁」、放射線が漏れるのを防ぐ「放射線遮蔽壁」、「収納する」機能と「部屋を仕切る」機能が融合した「収納壁」、開閉可能な「可動式間仕切り壁」などがある。その他にも様々な役割を持つ壁がある。たとえば岸壁は船舶が接岸する場所を確保するために、垂直の壁で陸地の土砂を支えるのが目的である。また擁壁は切通しや盛土の法面の崩落を防ぐために設けられるものである。
また、城の周囲に防御機能を持つ城壁が建設されてきた。二つの地域を隔てて、国境線の管理や、特定の人々・文化の隔離を目的に建設された分離壁もある。（イスラエル西岸地区の分離壁、ベルリンの壁等）　　

## 材料

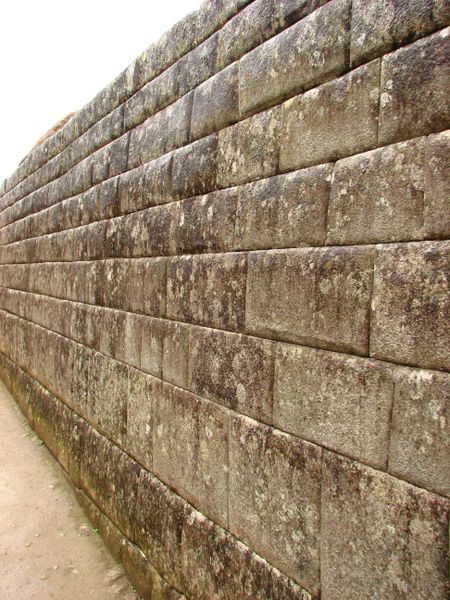
石壁（マチュ・ピチュの切石積み）

### 日本と壁

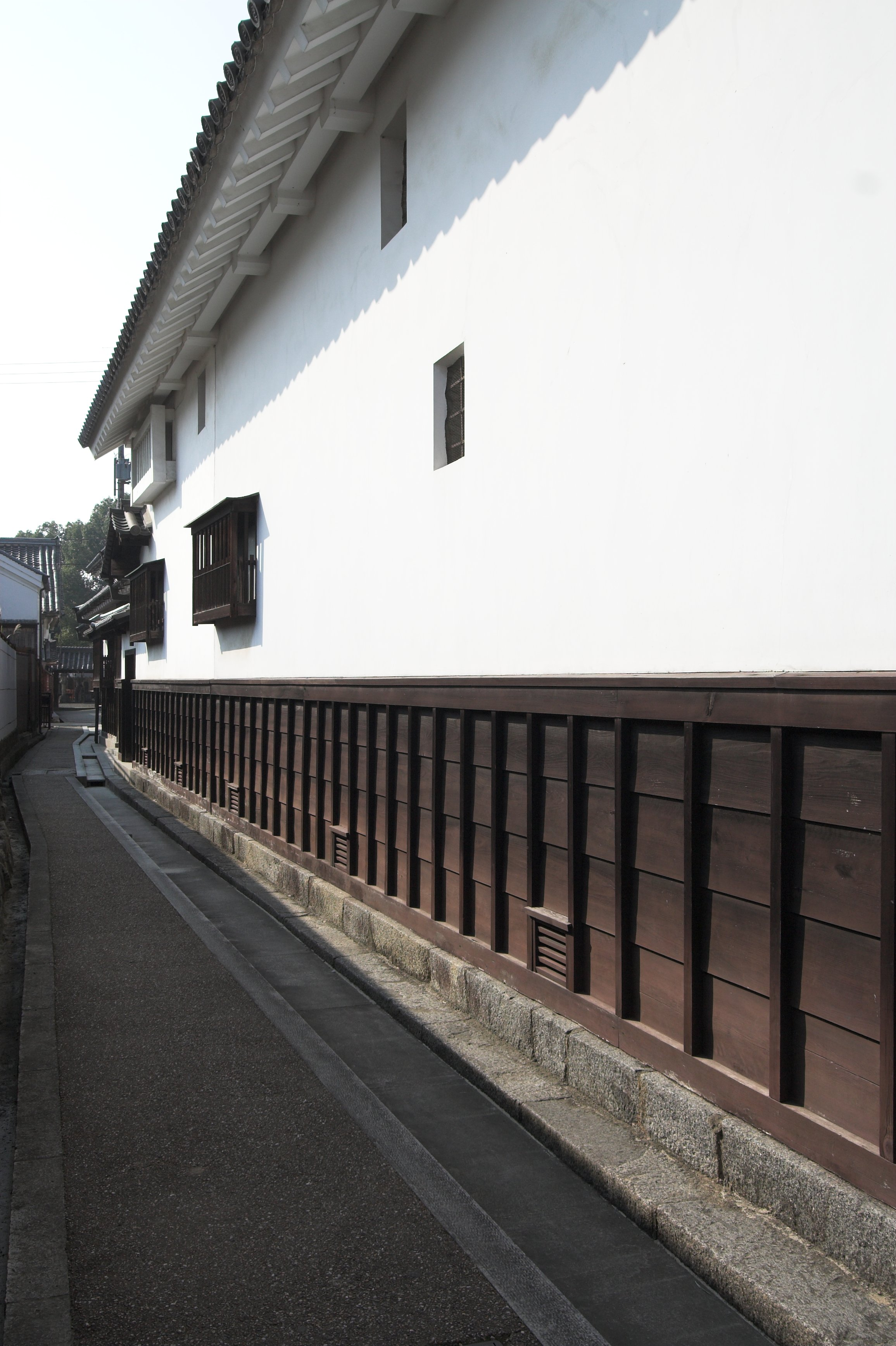
漆喰壁（今西家住宅）

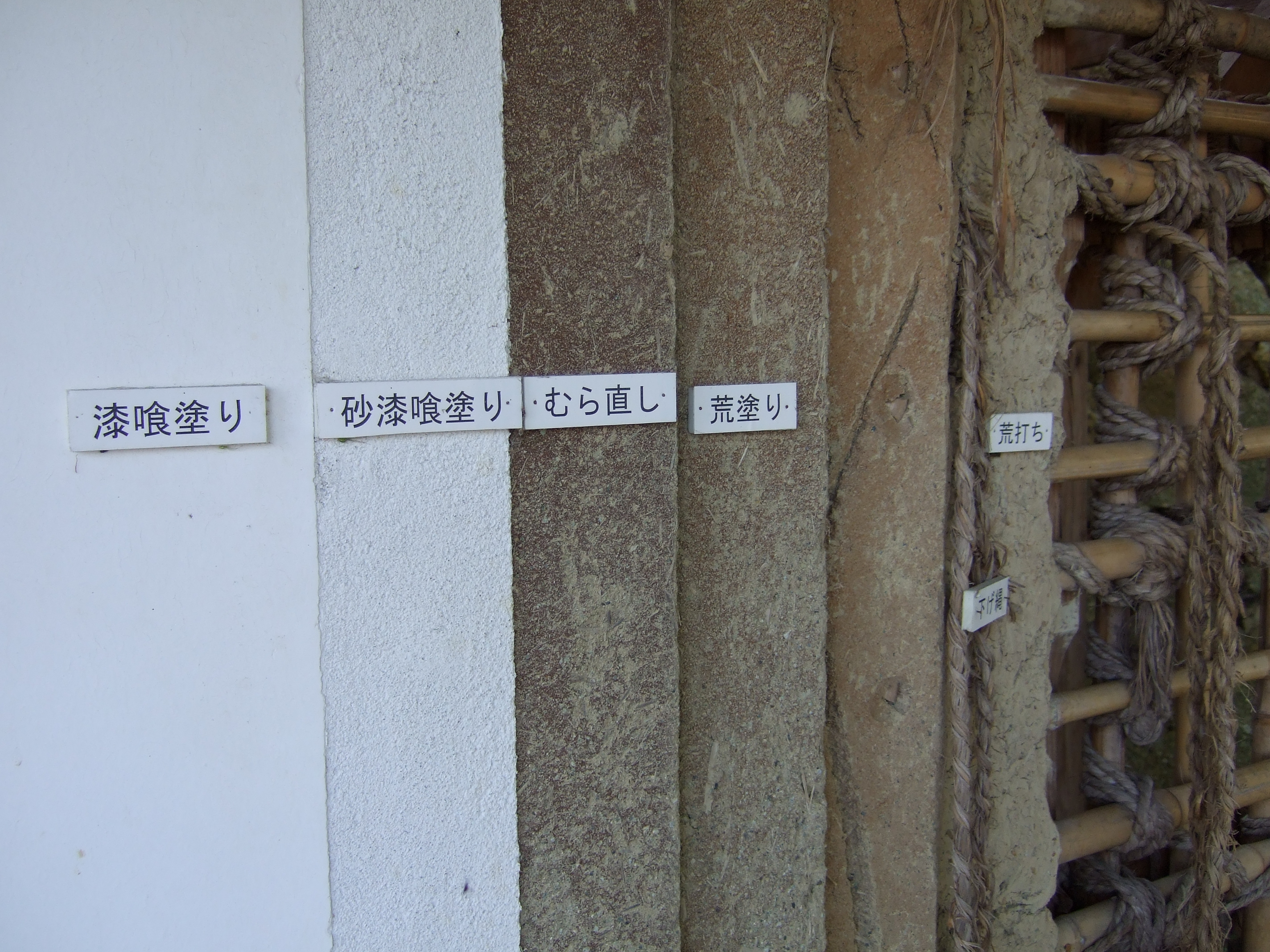
漆喰壁の断面

壁材として、伝統的には、日本では内壁には土壁、漆喰などが用いられてきた。
外壁としては板壁、石、土壁、漆喰など。
明治、大正時代は、土壁・漆喰・板・石に加えて煉瓦が用いられるようになった。
第二次世界大戦後は、土壁・漆喰・板・石・煉瓦に加えてコンクリート、石膏ボードなどが用いられている。
洋風建築の普及に伴い、断熱材等の開発が行われている。防音目的でグラスウール（近年では断熱も兼ねて被覆されたもの）が用いられる場合もある。
屋外ではコンクリートやトタンの上に塗装を行ったりして装飾される。また、石膏ボードの場合にはそれ自体にプラスチック又はアルミニウムなどの板により装飾がされているものもあり、その場合外壁材として直に張られる。
室内は塗料、壁紙などで装飾される。床から1メートルほどの高さまでは汚れたり傷んだりしやすいため、この部分だけ補強を兼ねて板やタイルで装飾されることもある。この部分、あるいはこのような装飾を腰壁という。
崖などに於ける壁材はコンクリートの他に硬化プラスチック製の物がある。主に風化や波による浸食で崩落した場合の景観復元のために用いられている。
また、次世代の壁として愛知万博のパビリオンの様に水のカーテンを壁としている場合もある。

## 内壁

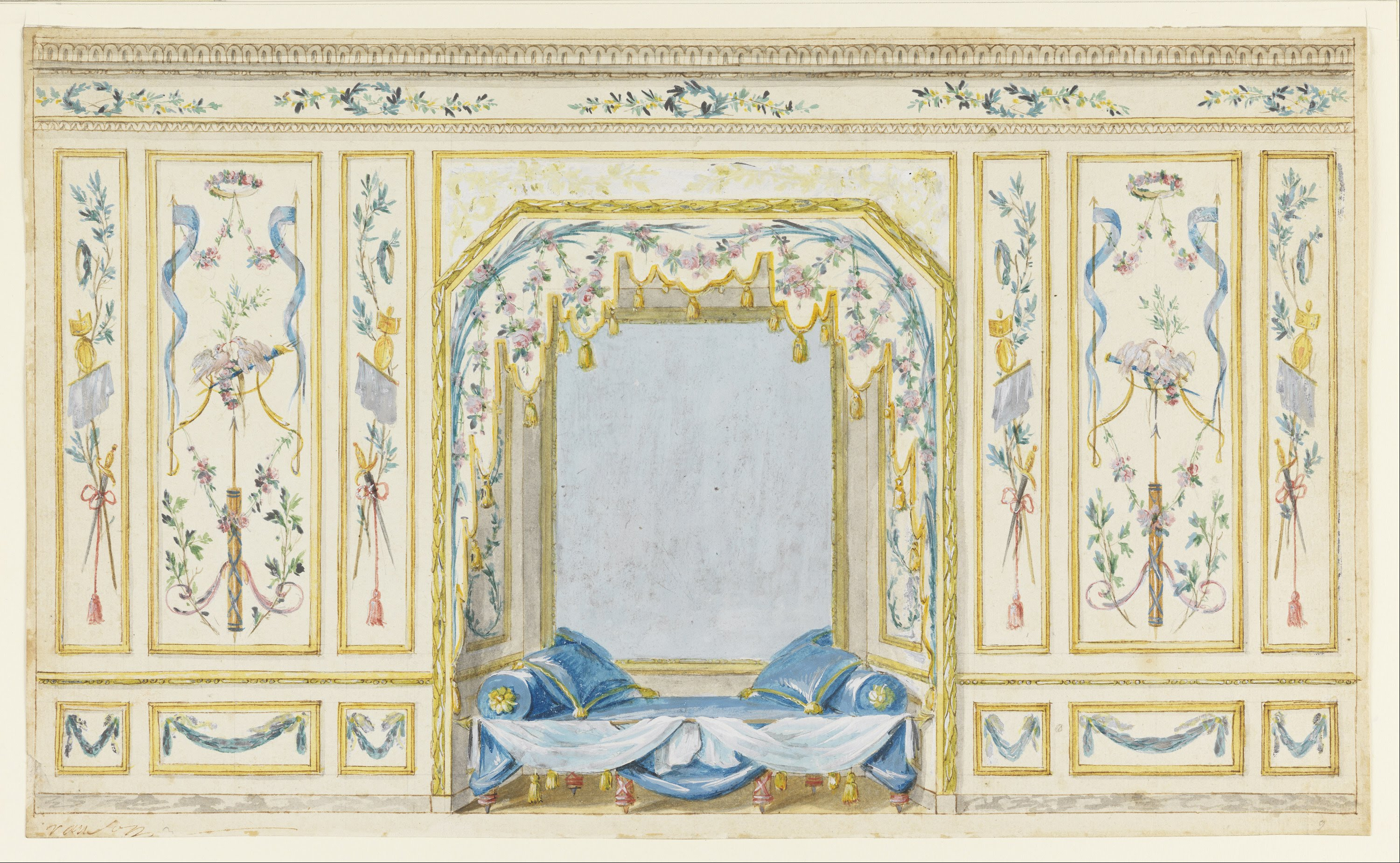
寝室の内壁の装飾の例。Pierre Ranson (1736 - 1786)によるデザイン画（1780年） 。

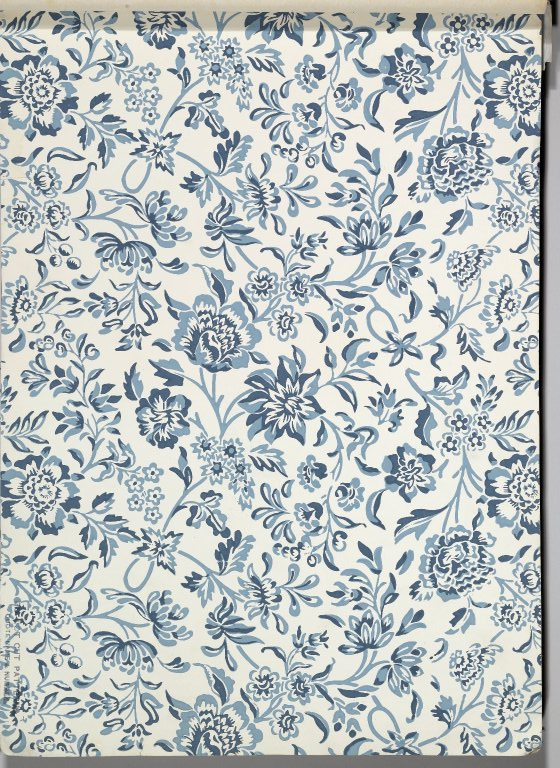
壁紙（Morris & Co. Wallpaper Sample Book. 1915年 - 1917年ころ。）

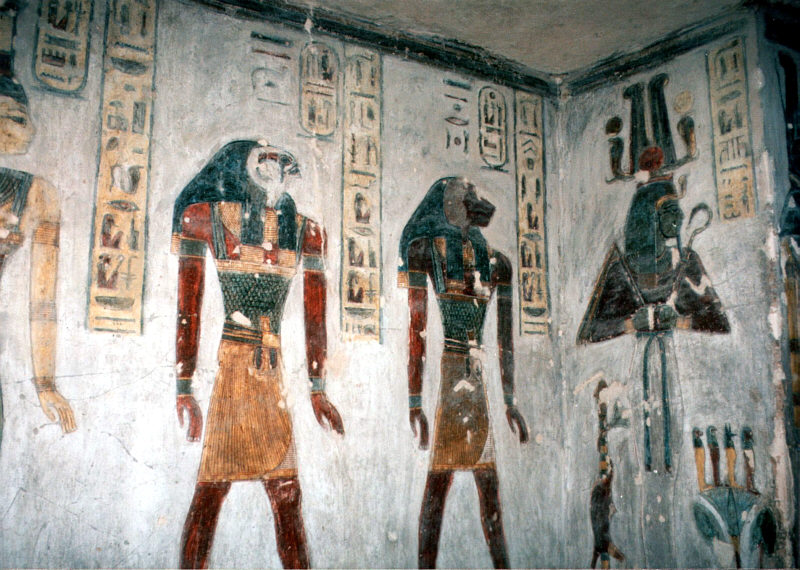
エジプト、ルクソール、トトメス3世の王墓の壁画

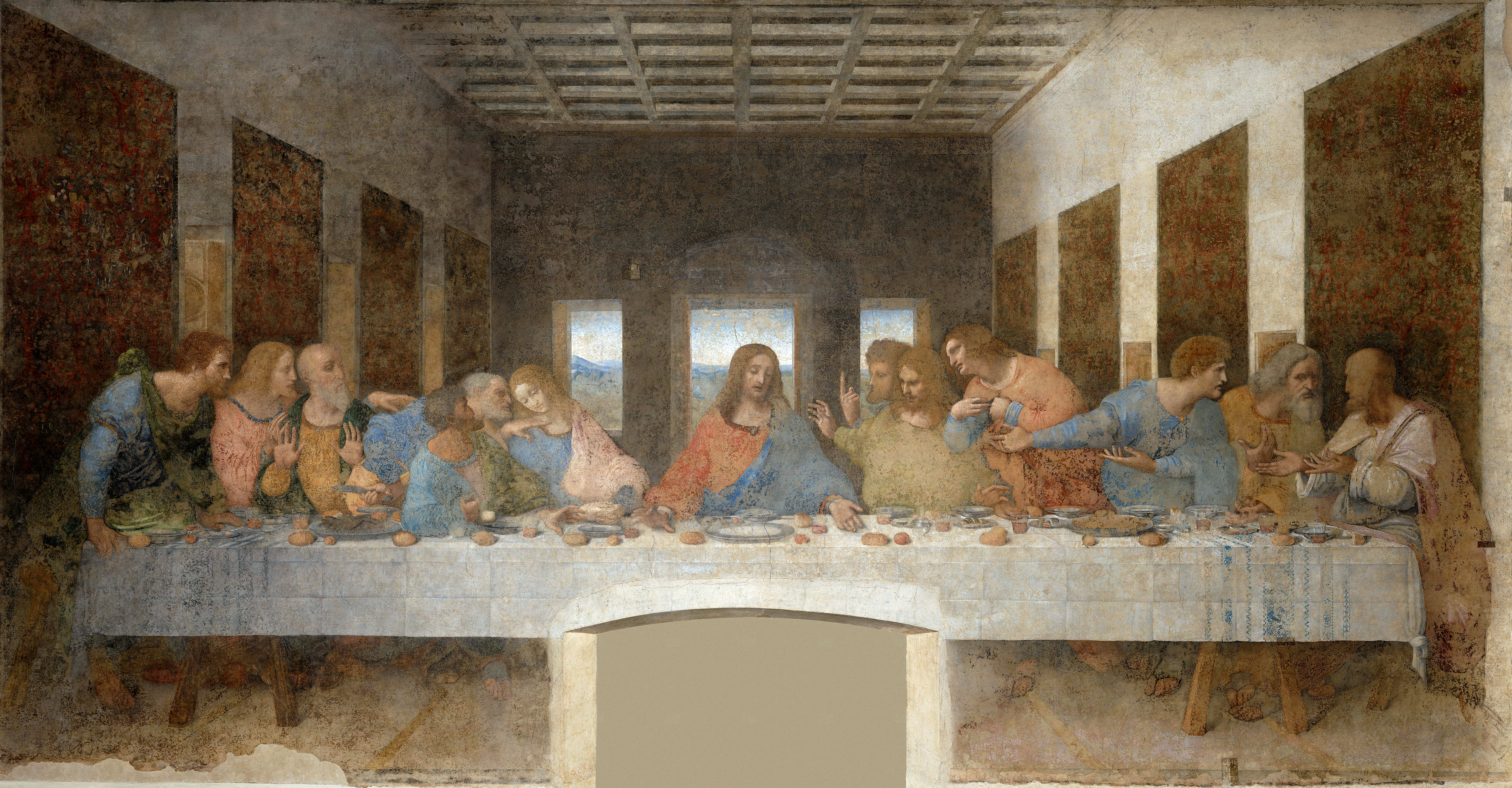
サンタ・マリア・デッレ・グラツィエ修道院の食堂の壁に描かれている壁画「最後の晩餐」

概説でも説明したが、内壁では感覚的な性質も重要である。西洋では伝統的に、貴族の館などでは、石壁の内側にタピスリーなどが掛けられた。これは石の壁がそのまま見えているより視覚的に柔らかで優しいということ、また寒い季節などは、石の壁がそのままむき出しでは部屋の中が冷え込んでしまうのでそれを少しでも緩和させる役割もあった。
壁に様々な目的で絵画が描かれることがある。これを壁画という。古代ローマではテンペラ画などが描かれた。
近年の住宅では、内壁には壁紙が貼られることが多い。

## 壁面線
壁面線（へきめんせん、building line）とは、敷地境界から外壁面の位置を後退させるラインのこと。通りに面する建物の位置をそろえ、街並みとしての景観を向上させる目的で決められる。一般には地区計画、特定街区、建築協定などで定められる。建築基準法第2節に、建築物又はその敷地と道路又は壁面線との関係等（第43条～第47条）が定められている。
建物の外壁または柱の面から敷地境界線（道路境界線含む）までの距離を壁面後退距離と呼ばれる。これも第一種低層住居専用地域や第二種低層住居専用地域では、良好な住宅市街地形成のために指定されている場合がある。その他の用途地域においても、良好なまちなみづくりや空地の確保などを目的として、地区計画で定められている場合もある。

## 著名な壁

### 人工の壁
- アントニヌスの長城（スコットランド）

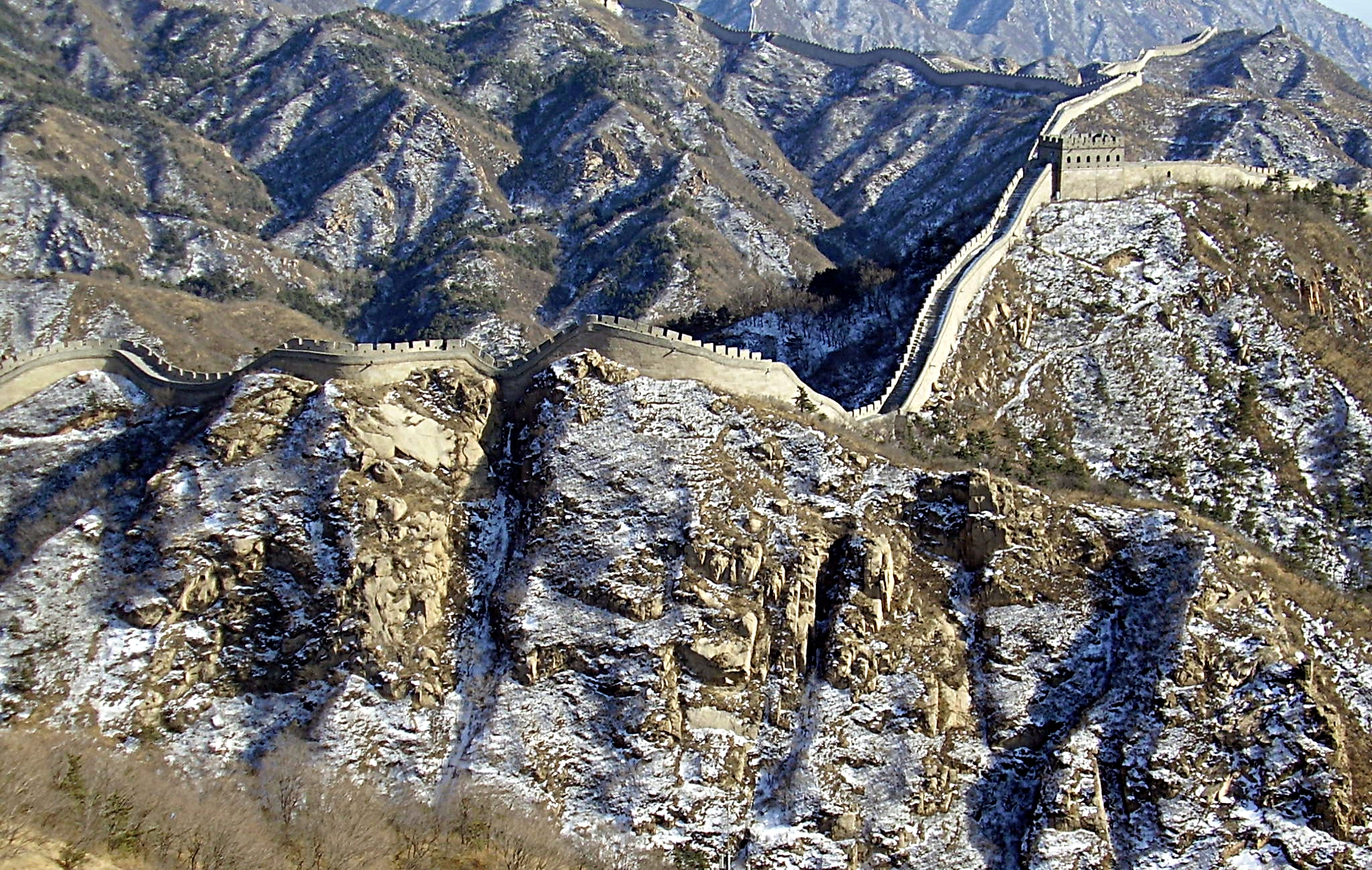
万里の長城

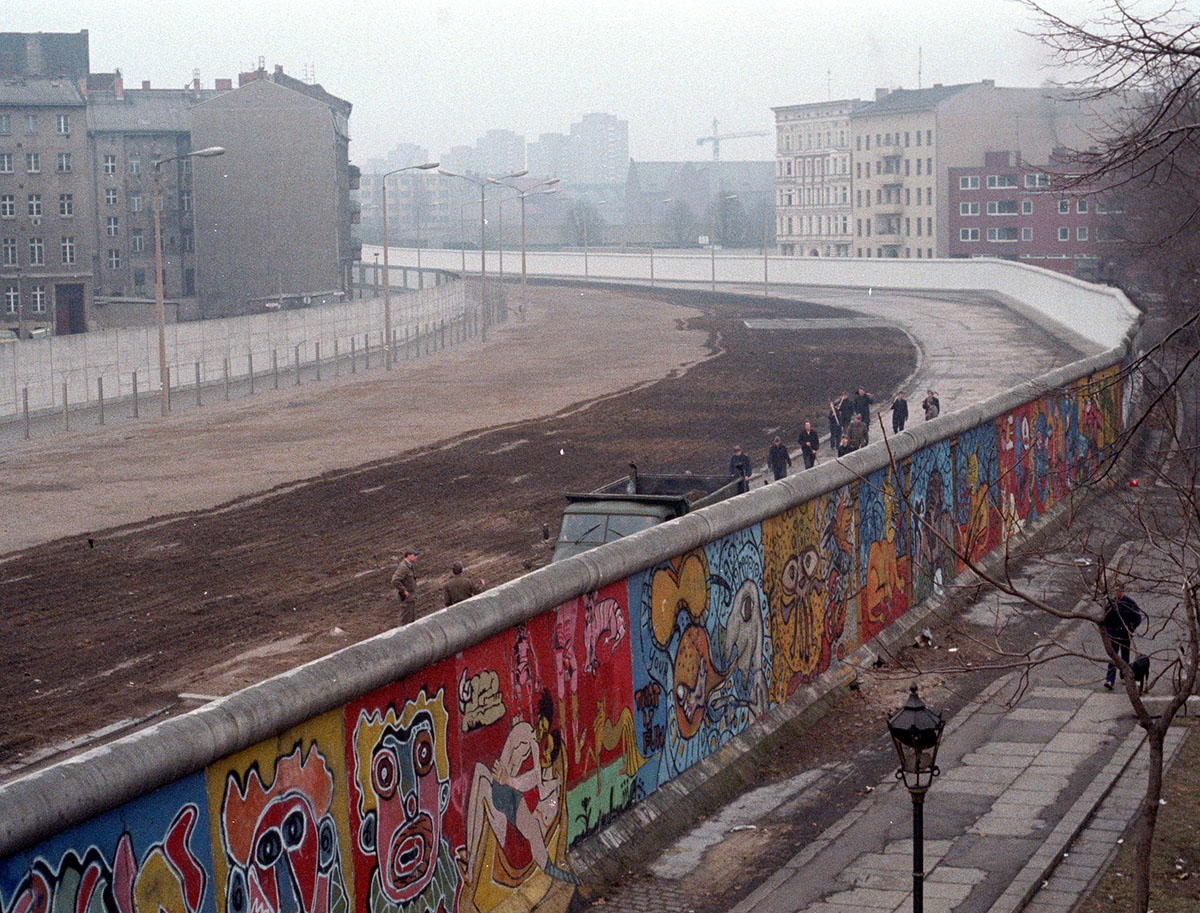
ベルリンの壁

- 大西洋の壁（フランス 1942年-1944年）
- ベルリンの壁（ドイツ）
- 連盟兵の壁 （フランス、パリ、ペール・ラシェーズ墓地）
- 民主の壁（北京 1978年-1979年)
- 万里の長城（中国）
- ハドリアヌスの長城（イングランド）
- ジェリコの壁（旧約聖書）
- クレムリンの壁 （ロシア, モスクワ）
- レノン・ウォール （プラハ）
- ロンドン・ウォール （イングランド）
- 砂の壁（西サハラ及びモロッコ）
- ベトナム戦争戦没者慰霊碑　ザ・ウォールとも呼ばれている。
- 嘆きの壁 （エルサレム）
- 平和の壁 （北アイルランド、ベルファスト）

（w:List of wallsより一部翻訳、改変）
- パレスチナ分離壁
- グレート・グリーン・ウォール

### 天然の壁
- アルプス三大北壁
  - アイガー北壁
  - マッターホルン北壁
  - グランド・ジョラス北壁
- 悪城の壁
- アンナプルナ北壁
- グレートウォール

## 比喩的な「壁」
壁が内と外とを隔て、外界からの影響を遮断するものであることから、転じて心理的あるいは象徴的に何かを隔てるもの、あるいは行く手に立ちふさがる大きな障害を比喩的に壁と呼ぶことがある。例として、「男女の壁」「夫婦の壁」「世代の壁」「記録の壁」「心の壁」「言葉の壁」「音の壁」「バカの壁」などが挙げられる。スポーツ関係でいう「記録の壁」は、例えば100メートル走におけるかつての「10秒の壁」などが知られる。特に遮断するという意味では、コンピュータ用語としてのファイアウォール（防火壁）は、コンピュータネットワークに於いて通信の内容を監視し、外部からの侵入活動などを遮断する役割を持つソフトウェアあるいは機器を指す。サッカーなどでゴールキーパーが「鉄壁」と喩えられることもある。また野球ではその役割から、ブルペン捕手を譬喩する。
また、大きくのっぺりした平らな面といった形状から壁と呼ばれている構造物もある。例えば、山岳用語では海岸段丘や山の崖などにおける平らな垂直部分を壁または壁面と呼ぶ。あるいはコンピュータ用語でGUIにおいて、背景として置く画像を壁紙と呼ぶのもこのような意味の比喩である（ただし壁紙が貼ってある作業域はデスクトップ（机上）である）。天文学の世界でも、宇宙の大規模構造における超銀河団の数億光年にわたる連なりが、グレートウォールと呼ばれている。
単に区切りという意味では、パソコン通信のニフティサーブにおいては会議室（いわゆる電子掲示板）と会議室を区切るための空の会議室があり「壁会議室」又は単に「壁」と言われた。このような区切り会議室は通常は書き込みができないようになっているが、偶然又は故意に書き込めるようにしたものもあり、そういう会議室はさながら「壁」への落書きのようにボードチャットや本来のフォーラムの趣旨とは関係ない書き込みで満たされた。
教育用語においては、脳の認知機能などの変化をさす物として、「9歳の壁」あるいは「10歳の壁」という表現が使われる。